# Пресиян
Вижте пояснителната страница за други личности с името Пресиян.
 Тази статия е за българския владетел от IX век.  За царя от XI век вижте Пресиян II.  За селото в Североизточна България вижте Пресиян (село).
Хан Пресия̀н I или Персиан/Персиян е български владетел от Крумовата династия, управлявал Първата българска държава от 836 до 852 г. Той е син на болярина Звиница, внук на хан Омуртаг и племенник на хан Маламир. По времето на управлението му намалява византийската мощ на Балканския полуостров, преди всичко Македония е анексирана от българското ханство. Пресиян е баща на Борис I.
В Надписът от Филипи е титулуван „На многото българи от Бога архонт“.

## Управление

### Война с Византия
След възкачването си на престола Пресиян продължава войната с Византия, като изпраща българска войска под командването на кавхан Исбул в посока към Солун. Целта е да подкрепи бунта срещу византийската власт на славянското племе смоляни, населяващо Западните Родопи. Край древния град Филипи (837 г.) българите извоюват победа над предвожданите от кесаря Алексий Мозеле византийци. За това събитие свидетелства надписът от Филипи от времето на хан Пресиян (836 – 852).
| „ | Който и да търси истината, Бог вижда, който и да лъже, Бог вижда. На християните българите направиха много добрини. И християните ги забравиха, но Бог вижда. | “ |

В резултат на тези събития България овладява Родопската област и за пръв път достига бреговете на Бяло море, като по този начин на византийците е прекъсната сухопътната връзка между столицата Константинопол и Солун.

### Присъединяване на Македония
Вероятно в периода 837 – 842 г. българите присъединяват славяните от Македония, западно от река Струма.

### Война със Сърбия
Успехите на българското оръжие се дължат до голяма степен на обстоятелството, че славянското население в споменатите области отдавна гравитира към българската държава. Разтревожена от проникването на българите в Македония, императрица Теодора, регент на малолетния си син Михаил III, се опитва да настрои срещу тях сръбските племена, които са се обединили под управлението на княз Властимир. През 842 г. между българи и сърби, които до този момент живеели в мир, избухва конфликт. Българите нахлуват в сръбските земи, но в продължилата три години война претърпяват поражение. Мирът е възстановен без териториални промени.

### Отношения с франките
През 843 г. се случва събитие със съдбовни последствия за Западна Европа. Владетелят на Франкската държава и император на Запада, Лудвиг Благочестиви умира, след което управлението на франкските земи е разделено между синовете му. През 845 г. при владетеля на Източнофранкското кралство Лудвиг Немски в Падерборн пристигат български пратеници, които потвърждават мирния договор, който съществува между двете страни.

### Край на управлението
Така през 843 г. (при разделението на Франкската държава) България вече е на три морета. Пресиян умира през 852 г. и е наследен на престола от сина си Борис I Покръстител.

## Памет
На хан Пресиян е наречена улица в София (Карта).